# أنت وأنا
«أنت وأنا» (بالإنجليزية: "Yoü and I")‏ هي أغنية للمغنية الأميركية ليدي غاغا. صدرت  من ألبوم الإستوديو الثاني هكذا ولدت، في 23 أغسطس عام 2011.